# Avicennia alba
Avicennia alba е вид растение от семейство Страшникови.

## Разпространение
Видът е разпространен в Бангладеш, Виетнам, Индия, Индонезия, Камбоджа, Малайзия, Мианмар, Микронезия, Палау, Папуа Нова Гвинея, Сингапур, Соломонови острови, Тайланд и Филипини.